# Vobarno
Vobarno (lombardul: Boàren vagy Ubàren) település Olaszországban, Lombardia régióban, Brescia megyében. Lakosainak száma 8240 fő (2023. január 1.). Vobarno Capovalle, Gardone Riviera, Roè Volciano, Sabbio Chiese, Salò, Toscolano-Maderno, Treviso Bresciano, Villanuova sul Clisi, Gargnano és Provaglio Val Sabbia községekkel határos.

## Népesség
A település lakossága az elmúlt években az alábbi módon változott:
| Lakosok száma | 8106 | 8112 | 8240 |
|               | 2017 | 2018 | 2023 |

## Testvérvárosai
Sümeg, Magyarország